# Fucile mitragliatore

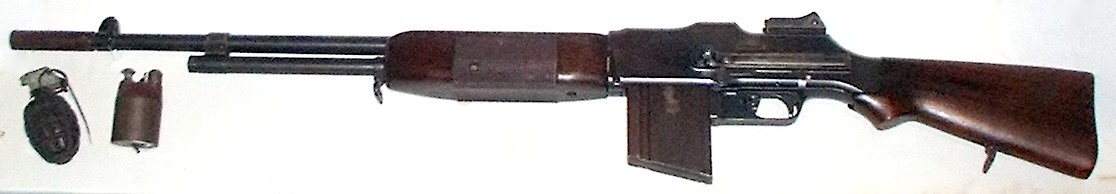
M1918 Browning Automatic Rifle

Un fucile mitragliatore è un'arma automatica leggera di supporto-assalto diffusa dagli anni '20 del XX secolo.

## Storia
I fucili mitragliatori cominciarono a essere progettati durante la prima guerra mondiale (anche se furono realizzati alcuni modelli dopo la fine della suddetta), nonostante questo le protagoniste indiscusse dell'innovazione bellica della '14-'18 furono le mitragliatrici pesanti, anche se all'epoca la mitragliatrice era considerata "pesante" per il peso, che è molto simile a quello delle odierne, ma non per il loro calibro, la quale era fra 6,5 e 9 mm, infatti oggi è considerato pesante il calibro intorno 12,7 mm.
Fino al 1915 non era stato contemplato di creare armi automatiche individuali e portatili che fossero più versatili delle mitragliatrici pesanti del tempo, e soprattutto che potessero essere utilizzate da un solo uomo anche durante operazioni militari, quali l'assalto che richiedevano grande mobilità. In quello stesso anno però, in Italia, fu ideata una nuova arma da fuoco "leggera"; la Villar Perosa mod. 1915, la quale era dotata di un elevato volume di fuoco (900 colpi/min.) proprio come le mitragliatrici "pesanti", ma con munizioni di potenza ridotta (9 × 19 mm Glisenti). Essa si può considerare l'effettivo progenitore del fucile mitragliatore, anche se ufficiosamente appartiene alla tipologia del mitra.
Questo nuovo mezzo poteva essere utilizzato come supporto alla difesa, ma contemporaneamente poteva essere impiegato per sferrare attacchi veloci, infatti possedeva la fondamentale caratteristica di poter essere predisposto di un ancoraggio per autoveicoli, biciclette, o poteva essere portato anche tramite un sistema di cinghie al petto di un soldato.
L'assenza di meccanismi di selezione del fuoco, il piccolo calibro e la ridotta capacità del caricatore non consentirono di impiegare efficacemente quest'arma nel ruolo in cui era stata predisposta, tanto che gli utilizzatori ben presto ne lamentarono la scarsa efficacia e la limitata disponibilità di proiettili del caricatore che si esaurivano premendo una sola volta il grilletto.
Infatti se fosse stata creata inizialmente una sua versione più leggera e con più capacità, essa avrebbe potuto essere tranquillamente adoperata come uno dei primi mitra.
Nonostante l'incerto esordio di quest'arma sia gli italiani che gli altri partecipanti alla Grande Guerra si accorsero che con qualche messa a punto, il concetto e la struttura di questo strumento di morte poteva essere cruciale per le moderne fanterie. Vennero dapprima letteralmente smontati molti OVP 15 montando le due armi risultanti su degli affusti di moschetti mod. 91 creando le prime carabine automatiche che iniziarono ad essere migliorate e diffuse.
Dopo alcune tappe evolutive si pensò di creare armi analoghe ma più potenti che utilizzassero non il munizionamento delle pistole, ma quello dei fucili, molto simile a quello delle mitragliatrici "pesanti" di quel tempo, ma ovviamente sempre mantenendo alimentatori prismatici, e così nacque e si sviluppò il concetto di fucile mitragliatore, come lo statunitense M1918 Browning Automatic Rifle, con gli iconici caricatori amovibili o l'italiana Breda Mod. 30 sovvenzionata da caricatori fissi. 

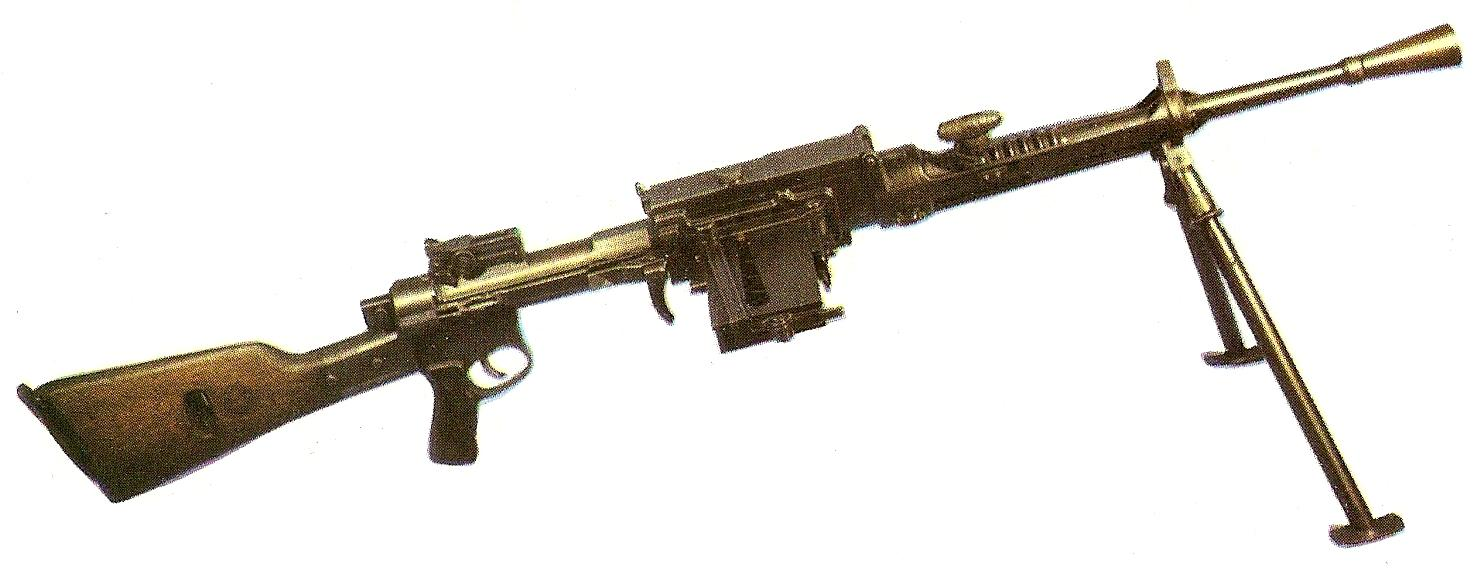
Breda Mod. 30

Queste nuove armi erano date in dotazione individuale alla truppa, sino ed in certi casi anche oltre, alla seconda guerra mondiale.
Il fucile mitragliatore ha successivamente generato una nuova tipologia d'arma: la mitragliatrice leggera che ha, con delle differenze, evoluto il ruolo che inizialmente ricopriva questo mezzo.

## Caratteristiche
Solitamente i fucili mitragliatori erano, o montati su veicoli leggeri (come ad esempio i fuoristrada SPA 42 "Sahariana") per dare vita a vetture da combattimento come i primissimi carri armati, oppure portati da un fante che all'interno della sua squadra aveva il compito di dare fuoco d'accompagnamento per appoggiare l'assalto o la difesa dei compagni. Proprio per questa sua modalità d'impiego che spesso, ma non sempre, si risolveva con il dover praticare il tiro poggiando l'arma a terra o su ripari di fortuna, i fucili mitragliatori furono dotati di bipode regolabile (nel Breda Mod. 30 era famoso per la sua fragilità, mentre nel M1918 Browning Automatic Rifle per la sua scomodità e complicatezza nella regolazione).
Alcuni fucili mitragliatori consentono di variare, tramite l'opportuno selettore, il fuoco da completamente automatico (volgarmente chiamata raffica), a semiautomatico e, anche in rari casi, modalità di fuoco differenti dalle più comuni.
Alcuni addirittura presentano specifici meccanismi che permettono di variare il rateo di fuoco, ossia il numero di colpi sparati al minuto.

## Definizione
Il fucile mitragliatore è un'arma da fuoco che ha l'obbligo di sparare in "full-auto", ed eventualmente essere dotata di selettore di fuoco, utilizzata per facilitare il supporto all'assalto o alla difesa, camerata con proiettili di calibro caratteristici del fucile semiautomatico o fucile a otturatore girevole-scorrevole appartenenti al periodo precedente agli anni '50 del '900, o altri calibri simili. Essa può essere munita anche di bipode.
Nel linguaggio comune, l'espressione "fucile mitragliatore" viene erroneamente quasi sempre scambiata come sinonimo per la "mitragliatrice leggera".
Un altro termine con cui viene confuso il fucile mitragliatore è il fucile d'assalto (come esempio l'AK-47), e in tal caso si tratta nettamente di un errore.